# GUITARHYTHM VI
『GUITARHYTHM VI』（ギタリズム・シックス）は、日本のミュージシャン、布袋寅泰の18枚目のアルバムである。

## 解説
オリジナルアルバムとしては前作『Paradox』から2年振り、『GUITARHYTHM』シリーズとしては、『GUITARHYTHM V』以来10年ぶりの作品となる。
本作は"あの日見た未来"、"かつて想像していた未来へ実際に来た自分たち"がコンセプトとなっている。『GUITARHYTHM』から31年が過ぎ、テクノロジーは飛躍的に進歩し「かつて思い描いていた未来」が現実のものとなったが、どこか閉塞感があり明日の見えない雰囲気に包まれた現代を描いており、「今という"未来"は本当に我々の欲したものであったのか」というのがこのアルバム最大のテーマである。
『ブラック・ミラー』のような世界観もテーマとしている他、"宇宙感"もキーワードとして挙げている。
楽曲制作を始めた時点では本作をGUITARHYTHMにすると決めてはいなかった。しかし前作『Paradox』が布袋にとって非常に満足のいく作品だったことで本作へのプレッシャーを強く感じていた最中、スタッフから「そういえば2018年はGUITARHYTHMから30周年ですね」と言われたことで、現代のテクノロジーなら当時とはまた違うものが作れ、同時に30年という自分の人間としての時間、今という目の前にある現実を“GUITARHYTHM”というテーマのもとで描いたらどうなるかと考えたことで肩の荷が下りたという。
最終的に、2018年秋頃に楽曲が半分ほど出来た時点でGUITARHYTHMにすることを決めている。
MAN WITH A MISSION、Corneliusとのコラボレーションを果たした他、シャーデーのアンドリュー・ヘイル、デヴィッド・ボウイのサポートなどで知られるマイク・ガーソン、BOØWY時代のバンドメイトである松井常松と高橋まことも参加している。
オリジナルアルバムとしては『King & Queen』以来23年ぶり、オリジナル作品としても『バンビーナ』以来20年ぶりに、チャート上でベスト3入りを獲得した。

## 録音
プライベートスタジオのダダ・スタジオを中心に行われた他、ミラノにて現地のミュージシャンとのセッションから作られた楽曲も存在する。
デジタル色の強いアルバムである一方、ドラムとベースはほとんどの楽曲が生演奏であり、生音のリズムという点にもこだわっている。
マスタリングは『GUITARHYTHM II』から使用しているメトロポリス・スタジオにて行われた。

## リリース
2019年5月29日にユニバーサルミュージックのヴァージンレーベルよりリリース。
CDのみの通常盤、2018年12月30日にオリックス劇場にて行われた『HOTEI Live In Japan 2018 ～TONIGHT I’M YOURS TOUR～』ファイナル公演を完全収録したライブ映像付きのLIVE Blu-ray付初回生産限定盤（CD＋BD） / LIVE DVD付初回生産限定盤（CD＋2DVD）、UNIVERSAL MUSIC STORE限定でオリジナルデザインのTシャツやタオルなどのGUITARHYTHM Ⅵグッズセットが同梱された完全数量限定盤がそれぞれリリースされた。
リリース発表後、公式サイト上に特設サイトが開設された他、アートディレクターの永石勝によるトレーラー映像、「Give It To The Universe (feat. MAN WITH A MISSION)」のティザー映像、「Thank a Lot」のティザー映像とMVがYouTube上にて公開された。
アルバムリリース後には「Give It To The Universe (feat. MAN WITH A MISSION)」のMVも公開されている。
「Give It To The Universe (feat. MAN WITH A MISSION)」、「Thanks a Lot」、「Clone (feat. Cornelius)」はリリース前にデジタル先行配信されている。

## アートワーク
長らく布袋作品のアートワークを務めている永石勝が担当。前述の通り、リリース発表に際し永石によるトレーラー映像も制作された。

## ツアー
本作を受けてのツアーは『HOTEI Live In Japan 2019 〜GUITARHYTHM VI TOUR〜』と題し、2019年6月9日の秦野市文化会館を皮切りに24都市24公演が開催された。
バンドメンバーはマーク・ニアリー、スティーヴ・バーニー、奥野真哉、黒田晃年、岸利至。5名全員が本作のレコーディングおよび近年の布袋のライブにも参加している。
なお、キーボードの奥野真哉が都合により参加できない公演では、東京事変、the HIATUSのキーボーディスト等としても知られる伊澤一葉が代演を務めた。
ツアー最終日である2019年8月29日の神奈川県民ホール公演ではMAN WITH A MISSIONのTokyo Tanaka、Jean-Ken Johnny、Kamikaze Boyがサプライズゲストとして登場した。

### 追加公演
追加公演として『HOTEI GUITARHYTHM  VI TOUR 2019  "REPRISE"』と題し、2019年12月7日の渋谷公会堂を皮切りに7都市9公演で開催された。
バンドメンバーは井上富雄、古田たかし、奥野真哉、黒田晃年、岸利至。
高崎芸術劇場大劇場での公演では松井常松がスペシャルゲストとして登場。
ツアーファイナルとなる神戸ワールド記念ホールの公演では、スペシャルゲストとして松井常松に加え高橋まことが登場。1988年の「LAST GIGS」以来、31年ぶりに元BOØWYの3人が共演した。

## 収録曲

### 一覧
| #         | タイトル                                               | 作詞                      | 作曲                      | 時間  |
| --------- | ------------------------------------------------------ | ------------------------- | ------------------------- | ----- |
| 1.        | 「Welcome 2 G VI」                                     |                           | 布袋寅泰                  | 0:39  |
| 2.        | 「Middle Of The End」                                  | 森雪之丞                  | 布袋寅泰                  | 4:43  |
| 3.        | 「Doubt」                                              | いしわたり淳治            | 布袋寅泰                  | 4:41  |
| 4.        | 「Shape Of Pain」                                      | 岩里祐穂                  | 布袋寅泰                  | 4:27  |
| 5.        | 「Black Goggles」                                      | 森雪之丞                  | 布袋寅泰                  | 5:32  |
| 6.        | 「Give It To The Universe (feat. MAN WITH A MISSION)」 | 布袋寅泰・Jean-Ken Johnny | 布袋寅泰・Jean-Ken Johnny | 4:40  |
| 7.        | 「Calling You, Calling Me」                            | 森雪之丞                  | 布袋寅泰・Andrew Hale     | 5:06  |
| 8.        | 「Thanks a Lot」                                       | 布袋寅泰                  | 布袋寅泰                  | 4:39  |
| 9.        | 「Clone (feat. Cornelius)」                            | 森雪之丞                  | 布袋寅泰                  | 5:00  |
| 10.       | 「Secret Garden」                                      | 森雪之丞                  | 布袋寅泰                  | 4:21  |
| 11.       | 「Freedom In The Dark」                                | 布袋寅泰                  | 布袋寅泰＆Tommaso Colliva | 4:17  |
| 12.       | 「202X」                                               | 森雪之丞                  | 布袋寅泰                  | 4:56  |
| 13.       | 「Tracker」                                            |                           | 布袋寅泰・Tommaso Colliva | 4:41  |
| 合計時間: | 合計時間:                                              | 合計時間:                 | 合計時間:                 | 57:47 |

### 楽曲解説
1. Welcome 2 G VI
インストゥルメンタル曲。アートディレクターの永石勝が制作したティザー映像を見て、レコーディング終盤になって制作された。
マスタリング時、次曲「Middle Of The End」との曲間の長さには強くこだわったとされ、0コンマ何秒という違いに何度もトライしたという[1]。
2. Middle Of The End
歌詞の"あの日見た未来かい？"が本作のテーマの象徴だと布袋は語っている[1]。
アナログアンプとデジタルアンプの両方を使用してレコーディングされた。
3. Doubt
「ジョン・ボーナムがダンス・ミュージックを叩いている」といったイメージで制作された[1]。
4. Shape Of Pain
ポップソングにありがちな同じサウンドのリピートを避けるべく、1番のAメロと2番のAメロなど随所で音のレイヤーを変えるというアプローチが成されている[1]。
当初マーク・ニアリー（英語版）がベースを弾いたが、サウンドが重厚すぎたことから最終的に布袋自身が弾き直している[1]。
5. Black Goggles
デモテープのテイクから大きく姿を変えた末に完成している。
コーラス部分とサビに繋がる部分のアルペジオはマーク・ニアリーのアイディアでのこぎりを使用して弾いたものである[1]。
6. Give It To The Universe (feat. MAN WITH A MISSION)
MAN WITH A MISSIONとのコラボレーション曲。
「宇宙から来たオオカミたちに地球はどう見えるのか？」「オオカミたちからの問いかけに地球人である布袋が返す」というテーマで制作された[1]。
2019年5月26日に先行デジタル配信された。ティザー映像[5]と、アルバムリリース後にはMVも公開されている[8]。
7. Calling You, Calling Me
シャーデーのアンドリュー・ヘイル（英語版）が共同作曲とキーボードで参加。
8. Thanks a Lot
松井常松がベース、高橋まことがドラムで参加[10][11]。
松井とのレコーディングは9thアルバム『DOBERMAN』以来16年ぶり、高橋とのレコーディングはBOØWYの『PSYCHOPATH』以来32年ぶりとなる[注釈 2]。
当初「Time Flies」というタイトルがつけられたが、布袋がファンである萩原健一の生前最後のシングルが同名だった為、デモテープ時の「Thank a Lot」にて収録される運びとなった[1]。
2019年5月6日に先行デジタル配信され、レコーディング風景を撮影したティザー映像[6]とMVが公開されている[7]。
9. Clone (feat. Cornelius)
Corneliusこと小山田圭吾とのコラボレーション曲。
デモテープの時点では『MATERIALS』のような楽曲だったという。当初は小山田によるデモの原型を留めないほどのアレンジと、森雪之丞による難解な歌詞に戸惑い、お蔵入りを考えたほどだったという。しかし他の楽曲が仕上がりアルバムのパーツが見えてきたことでGUITARHYTHMに必要不可欠な楽曲だと思うまでに至り、最終的には森の歌詞も小山田のアイディアもほぼ当初の形のまま受け容れている[1]。
本作で最初に歌詞が仕上がった楽曲である。
マイク・ガーソン（英語版） がピアノで参加[注釈 3]。
2019年5月16日に先行デジタル配信された。
10. Secret Garden
モネの「睡蓮」やミレーの「オフィーリア」のような世界観を意識して制作された。
ラストの銅鑼は、西洋から見た東洋といったお約束感で入れたものとのこと[1][注釈 4]。
11. Freedom In The Dark
ミラノでのセッションで制作された楽曲。
前年に開催した『HOTEI Live In Japan 2018 TONIGHT I'M YOURS TOUR』の合間を抜ってトマッソ・コリーヴァー（イタリア語版）とウェブ上のやり取りでデモを作成、2019年1月にミラノでセッションとレコーディングをした後、ロンドンにて編集という過程を経て完成している。
バッキング・ボーカルで参加したダニエルズは、5thアルバム『King & Queen』以来23年ぶりの参加となる。
当アルバム発売後の2019年11月5日から、ダイハツ工業「ロッキー」のCMソングとして起用されており、PVでも同車が登場している。
12. 202X
37thシングル。楽曲の詳細は「202X」の項を参照。
当初このアルバムへの収録は考えていなかったが、サウンドと楽曲の世界観がアルバム・コンセプトにピタリとはまったことから収録された[1]。
13. Tracker
「Freedom In The Dark」と同じくミラノでのセッションで制作されたインストゥルメンタル曲。
曲名を考えている時期に、布袋の車が盗難に遭ったがトラッカー (車両追跡装置)を搭載していたことで無事戻ってきたというエピソードからこの名前が付けられた[1]。
また"Tracker"とは追跡者という意味で、人間の行動は常に追跡されている監視社会である現代の実情にも当てはまること、この楽曲のスパイ映画のようなスリル感を表すのにも良い言葉だと感じたと布袋は語っている[1]。

## 参加ミュージシャン
- 布袋寅泰 - ギター (Track：2-13)、ベース (Track：4)、キーボード (Track：3.4.8)、プログラミング (Track：1-10.12.13)、オーディオ・エディット (Track：1)、バッキング・ボーカル (Track：6)、ボーカル (Track：2-12)
- Tokyo Tanaka (MAN WITH A MISSION) - ボーカル (Track：6)
- Jean-Ken Johnny (MAN WITH A MISSION) - ギター、ボーカル (Track：6)
- Kamikaze Boy (MAN WITH A MISSION) - ベース (Track：6)
- DJ Santa Monica (MAN WITH A MISSION) - DJ、サンプリング (Track：6)
- Spear Rib (MAN WITH A MISSION) - ドラム (Track : 6)
- Andrew Hale（英語版） (Sade) - キーボード、プログラミング (Track : 7)
- 松井常松 - ベース (Track：8)
- 高橋まこと - ドラム (Track：8)
- Cornelius - プロデュース (Track：9)
- Mike Garson（英語版） - キーボード (Track : 9)
- Tommaso Colliva（イタリア語版） - シンセサイザー、ビート 、プログラミング、オーディオ・エディット (Track : 11, 13)
- Mark Neary（英語版）Mark Neary - ベース (Track：2.3.5.7.12)
- Steve Barny - ドラム (Track：2.3.6)
- Frankie Tontoh（英語版） - ドラム (Track：4.5.7)
- 奥野真哉 - キーボード (Track：5.6.8.12)
- 岸利至 - プログラミング (Track：1-6.8.10.11.12)、オーディオ・エディット (Track：2-6.8.10.11.12)
- Erika Footman - バッキング・ボーカル (Track：2.3.4.5.10.11)
- Gavin Conder - バッキング・ボーカル (Track：2.3.5)
- 黒田晃年 - ギター (Track : 7)
- 美島豊明 - プログラミング (Track : 9)
- Danielz (T.Rextasy) - バッキング・ボーカル (Track : 11)
- Enrico Brugali - ドラム (Track : 11, 13)
- Daniel Plentz - パーカッション (Track : 11, 13)
- Roberto Dragonetti - ベース (Track : 11, 13)
- Raffaele Scogna - キーボード、ピアノ、シンセサイザー (Track : 11, 13)
- Mirko Cisilino - トランペット、フレンチホルン (Track : 11, 13)
- Federico Pierantoni - トロンボーン (Track : 11, 13)
- Beppe Scardino - バリトンサックス (Track : 11, 13)
- Mat Hector - ドラム (Track : 12)
- Rhys Oakes - バッキング・ボーカル (Track : 12)

### レコーディング・エンジニア
- 布袋寅泰
- Santi Arribas
- 石光孝
- 細井智史
- 馬場毅
- 桐山修平
- Tommaso Colliva（イタリア語版）
- Matteo Milea

### ミックス・エンジニア
- Adrian Bushby
- Simon Gogary
- 髙山徹
- Tommaso Colliva
- Matteo Milea

### マスタリング・エンジニア
- John Davis

## 初回生産限定盤付属 LIVE Blu-ray / DVD
「HOTEI Live In Japan 2018 〜TONIGHT I’M YOURS TOUR〜」最終公演完全収録映像（2018年12月30日、大阪・オリックス劇場）
| #   | タイトル                | 作詞                        | 作曲               |
| --- | ----------------------- | --------------------------- | ------------------ |
| 1.  | 「202X」                | 森雪之丞                    | 布袋寅泰           |
| 2.  | 「ROCKET DIVE」         | hide                        | hide               |
| 3.  | 「MERRY-GO-ROUND」      | 森雪之丞                    | 布袋寅泰           |
| 4.  | 「RUSSIAN ROULETTE」    | 布袋寅泰                    | 布袋寅泰           |
| 5.  | 「GOOD SAVAGE」         | 吉川晃司                    | 布袋寅泰           |
| 6.  | 「8 BEATのシルエット」  | 布袋寅泰                    | 布袋寅泰           |
| 7.  | 「RUNAWAY TRAIN」       | 氷室京介                    | 布袋寅泰           |
| 8.  | 「Bombastic」           |                             | 布袋寅泰           |
| 9.  | 「Paradox」             | 森雪之丞                    | 布袋寅泰           |
| 10. | 「LIBIDO」              | 森雪之丞                    | 布袋寅泰           |
| 11. | 「FLY INTO YOUR DREAM」 | 布袋寅泰                    | 布袋寅泰           |
| 12. | 「METROPOLIS」          |                             | 布袋寅泰・藤井丈司 |
| 13. | 「NOCTURNE No.9」       | 布袋寅泰                    | 布袋寅泰           |
| 14. | 「Amplifire」           | いしわたり淳治              | 布袋寅泰           |
| 15. | 「WORKING MAN」         | 松井常松                    | 布袋寅泰           |
| 16. | 「Dreamin'」            | 布袋寅泰・松井五郎          | 布袋寅泰           |
| 17. | 「GLORIOUS DAYS」       | ハービー山口・Lenny Zakatek | 布袋寅泰           |
| 18. | 「London Bridge」       | 布袋寅泰                    | 布袋寅泰           |
| 19. | 「スリル」              | 森雪之丞                    | 布袋寅泰           |
| 20. | 「POISON」              | 森雪之丞                    | 布袋寅泰           |
| 21. | 「バンビーナ」          | 森雪之丞                    | 布袋寅泰           |
| 22. | 「SURRENDER」           | 布袋寅泰                    | 布袋寅泰           |
| 23. | 「ヒトコト」            | 布袋寅泰                    | 布袋寅泰           |

※DVDは2枚組（DISC1 ; 「202X」 - 「METROPOLIS」 ; DISC2 ; 「NOCTURNE No.9」 - 「ヒトコト」）。

## GUITARHYTHM VI（Reprise Edition）
2019年12月4日には、「Reprise Edition」として再発売された。
この仕様には「GUITARHYTHM」シリーズ4作の中からファン投票によって選曲されたベストCD「My GUITARHYTHM」、ライブツアー「HOTEI Live In Japan 2019 ～GUITARHYTHM Ⅵ TOUR～」の中から2019年8月29日の神奈川県民ホール公演でのライブ音源を収めたライブCD、初回限定盤には同公演でのライブ映像とミュージック・ビデオを収録したDVDまたはBlu-rayが付属されている。
「Reprise Edition」のアートワークは『GUITARHYTHM』リリース時と2019年当時の布袋の写真をコラージュしたもので、「時空の旅」と「未来への夢」が一貫したテーマとなっている本シリーズを象徴したものとなっている。

### DISC 1GUITARHYTHM VI
詳細はGUITARHYTHM VIの項を参照。

### DISC 2My GUITARHYTHM

#### 収録曲
| 全編曲: 布袋寅泰。 |                                |                               |                               |       |
| #                  | タイトル                       | 作詞                          | 作曲                          | 時間  |
| 1.                 | 「GLORIOUS DAYS」              | ハービー山口・Lenny Zakatek   | 布袋寅泰                      | 3:35  |
| 2.                 | 「MERRY-GO-ROUND」             | 森雪之丞                      | 布袋寅泰                      | 3:59  |
| 3.                 | 「LONELY★WILD」                | 布袋寅泰                      | 布袋寅泰                      | 5:05  |
| 4.                 | 「C'MON EVERYBODY」            | Eddie Cochran・Jerry Capehart | Eddie Cochran・Jerry Capehart | 3:04  |
| 5.                 | 「GUITARHYTHM」                | ハービー山口・Lenny Zakatek   | 布袋寅泰                      | 5:25  |
| 6.                 | 「DANCING WITH THE MOONLIGHT」 | ハービー山口・Lenny Zakatek   | 布袋寅泰                      | 5:15  |
| 7.                 | 「MATERIALS」                  | ハービー山口・Lenny Zakatek   | 布袋寅泰                      | 3:26  |
| 8.                 | 「DIVING WITH MY CAR」         | 布袋寅泰                      | 布袋寅泰                      | 4:58  |
| 9.                 | 「FLY INTO YOUR DREAM」        | 布袋寅泰                      | 布袋寅泰                      | 6:04  |
| 10.                | 「SURRENDER」                  | 布袋寅泰                      | 布袋寅泰                      | 6:11  |
| 11.                | 「I'M FREE」                   | 布袋寅泰                      | 布袋寅泰                      | 5:30  |
| 12.                | 「UPSIDE-DOWN」                | 森雪之丞                      | 布袋寅泰                      | 3:19  |
| 13.                | 「DIRTY STAR」                 | 森雪之丞                      | 布袋寅泰                      | 5:31  |
| 14.                | 「YOU」                        | 布袋寅泰                      | 布袋寅泰                      | 6:18  |
| 15.                | 「WAITING FOR YOU」            | ハービー山口・Lenny Zakatek   | 布袋寅泰                      | 3:32  |
| 16.                | 「DEVIL'S SUGAR」              | 森雪之丞                      | 布袋寅泰                      | 4:44  |
| 合計時間:          | 合計時間:                      | 合計時間:                     | 合計時間:                     | 75:56 |

#### 楽曲解説
1. GLORIOUS DAYS
1stアルバム『GUITARHYTHM』収録曲。
2. MERRY-GO-ROUND
2ndアルバム『GUITARHYTHM II』収録曲。
3. LONELY★WILD
5thシングル。
4. C'MON EVERYBODY
1stアルバム『GUITARHYTHM』収録曲。
5. GUITARHYTHM
1stアルバム『GUITARHYTHM』収録曲。
6. DANCING WITH THE MOONLIGHT
1stシングル。
本作に収録されているのは、1stアルバム『GUITARHYTHM』に収録されているオリジナルバージョン。
7. MATERIALS
1stアルバム『GUITARHYTHM』収録曲。
8. DIVING WITH MY CAR
5thシングル「LONELY★WILD」のカップリング曲。
本作に収録されているのは、3rdアルバム『GUITARHYTHM III』に収録されているRED ZONE VERSION。
9. FLY INTO YOUR DREAM
2ndアルバム『GUITARHYTHM II』収録曲。
10. SURRENDER
7thシングル。
本作に収録されているのは、4thアルバム『GUITARHYTHM IV』に収録されているアルバムバージョン。
11. I'M FREE
3rdアルバム『GUITARHYTHM III』収録曲。
12. UPSIDE-DOWN
3rdアルバム『GUITARHYTHM III』収録曲。
13. DIRTY STAR
3rdアルバム『GUITARHYTHM III』収録曲。
14. YOU
4thシングル。
15. WAITING FOR YOU
1stアルバム『GUITARHYTHM』収録曲。
16. DEVIL'S SUGAR
2ndアルバム『GUITARHYTHM II』収録曲。

### DISC 3HOTEI Live In Japan 2019 ～GUITARHYTHM Ⅵ TOUR～ Live at 神奈川県民ホール 2019/8/29

#### 収録曲
| 全編曲: 布袋寅泰。 |                                                        |                               |                               |       |
| #                  | タイトル                                               | 作詞                          | 作曲                          | 時間  |
| 1.                 | 「Welcome 2 G VI」                                     |                               | 布袋寅泰                      | 0:47  |
| 2.                 | 「Middle Of The End」                                  | 森雪之丞                      | 布袋寅泰                      | 4:46  |
| 3.                 | 「Doubt」                                              | いしわたり淳治                | 布袋寅泰                      | 4:41  |
| 4.                 | 「Shape Of Pain」                                      | 岩里祐穂                      | 布袋寅泰                      | 4:31  |
| 5.                 | 「Black Goggles」                                      | 森雪之丞                      | 布袋寅泰                      | 6:23  |
| 6.                 | 「Clone」                                              | 森雪之丞                      | 布袋寅泰                      | 6:10  |
| 7.                 | 「MATERIALS」                                          | ハービー山口・Lenny Zakatek   | 布袋寅泰                      | 6:28  |
| 8.                 | 「GUITARHYTHM」                                        | ハービー山口・Lenny Zakatek   | 布袋寅泰                      | 5:46  |
| 9.                 | 「Calling You, Calling Me」                            | 森雪之丞                      | 布袋寅泰・Andrew Hale         | 6:18  |
| 10.                | 「Give It To The Universe (feat. MAN WITH A MISSION)」 | 布袋寅泰・Jean-Ken Johnny     | 布袋寅泰・Jean-Ken Johnny     | 5:04  |
| 11.                | 「202X」                                               | 森雪之丞                      | 布袋寅泰                      | 5:14  |
| 12.                | 「C'MON EVERYBODY」                                    | Eddie Cochran・Jerry Capehart | Eddie Cochran・Jerry Capehart | 3:30  |
| 13.                | 「GLORIOUS DAYS」                                      | ハービー山口・Lenny Zakatek   | 布袋寅泰                      | 4:50  |
| 14.                | 「LONELY★WILD」                                        | 布袋寅泰                      | 布袋寅泰                      | 9:05  |
| 15.                | 「Thanks a Lot」                                       | 布袋寅泰                      | 布袋寅泰                      | 4:44  |
| 合計時間:          | 合計時間:                                              | 合計時間:                     | 合計時間:                     | 78:17 |

### DVD・Blu-ray (初回限定盤付属)

#### 収録曲
| 全編曲: 布袋寅泰。 |                                                        |                           |                           |
| #                  | タイトル                                               | 作詞                      | 作曲                      |
| 1.                 | 「Welcome 2 G VI」                                     |                           | 布袋寅泰                  |
| 2.                 | 「Middle Of The End」                                  | 森雪之丞                  | 布袋寅泰                  |
| 3.                 | 「Doubt」                                              | いしわたり淳治            | 布袋寅泰                  |
| 4.                 | 「Shape Of Pain」                                      | 岩里祐穂                  | 布袋寅泰                  |
| 5.                 | 「Black Goggles」                                      | 森雪之丞                  | 布袋寅泰                  |
| 6.                 | 「Clone」                                              | 森雪之丞                  | 布袋寅泰                  |
| 7.                 | 「Calling You, Calling Me」                            | 森雪之丞                  | 布袋寅泰・Andrew Hale     |
| 8.                 | 「Give It To The Universe (feat. MAN WITH A MISSION)」 | 布袋寅泰・Jean-Ken Johnny | 布袋寅泰・Jean-Ken Johnny |
| 9.                 | 「202X」                                               | 森雪之丞                  | 布袋寅泰                  |
| 10.                | 「Thanks a Lot」                                       | 布袋寅泰                  | 布袋寅泰                  |

| #   | タイトル                                               | 作詞                      | 作曲                      |
| --- | ------------------------------------------------------ | ------------------------- | ------------------------- |
| 11. | 「Thanks a Lot」                                       | 布袋寅泰                  | 布袋寅泰                  |
| 12. | 「Give It To The Universe (feat. MAN WITH A MISSION)」 | 布袋寅泰・Jean-Ken Johnny | 布袋寅泰・Jean-Ken Johnny |